# Roy Williamson (Bischof)
Robert Kerr „Roy“ Williamson (* 18. Dezember 1932; † 17. September 2019) war ein britischer anglikanischer Theologe. Er war von 1984 bis 1991 Bischof von Bradford und von 1991 bis 1998 Bischof von Southwark in der Church of England.
Williamson stammte aus einer gemischt-konfessionellen Ehe. Sein Vater war Protestant; er war Werftarbeiter auf den Docks in Belfast. Seine Mutter war Katholikin. Er wuchs im Stadtteil St Donard's in East Belfast auf. Er besuchte die Elmgrove Public Elementary School in Belfast. Im Alter von 23 Jahren kam er nach London und arbeitete dort sechs Jahre als christlicher Missionar (City Missionary) bei der evangelikalen London City Missionary. Er ging in London auf das Kingston Polytechnic. Zur Vorbereitung auf das Priesteramt studierte er Theologie am Oak Hill Theological College in Southgate, London. 1962 wurde er zum Diakon geweiht; 1963 folgte die Priesterweihe. Seine Priesterlaufbahn begann er von 1962 bis 1966 als Vikar (Curate) an der Crowborough Parish Church in Crowborough. 1966 wurde er Pfarrer (Vicar) an der St. Paul’s Church im Stadtteil Hyson Green in Nottingham. Ab 1971 war er Pfarrer an der St Ann with Emmanuel Church, ebenfalls in Nottingham. Von 1978 bis 1984 war er Archidiakon von Nottingham (Archdeacon of Nottingham). 1984 wurde er zum Bischof geweiht. 1984 wurde er, nach dem Tod von Geoffrey Paul im Jahre 1983, dessen Nachfolger und der 7. Bischof von Bradford in der Church of England. Dieses Kirchenamt hatte er bis 1991 inne. Sein Nachfolger als Bischof von Bradford wurde David Smith. Williamson wurde anschließend 1991, als Nachfolger von Ronald Bowlby, Bischof von Southwark in der Church of England. Dieses Amt übte er bis zu seinem Ruhestand im Januar 1998 aus. Sein Nachfolger als Bischof von Southwark wurde Tom Butler.

## Mitgliedschaft im House of Lords
Williamson gehörte in seiner Eigenschaft als Bischof von Southwark von April 1988 bis Oktober 1996 als Geistlicher Lord dem House of Lords an.
Im Hansard sind insgesamt 57 Wortbeiträge Williamsons aus den Jahren von 1988 bis 1996 dokumentiert. Seine erste Wortmeldung war am 17. Mai 1988. Am 8. Juli 1996 meldete er sich während seiner Amtszeit im House of Lords bei der Debatte zur Marriage Ceremony (Prescribed Words) Bill zuletzt zu Wort.